# Landstraße (Wien)
Landstraße ( [ˈlantˌʃtʀaːsə] ?) er den 3. af Wiens 23 bydele (bezirke).
48°11′47″N 16°23′45″Ø / 48.196388888889°N 16.395833333333°Ø